# Гайдук Віктор Кирилович
Віктор Кирилович Гайду́к (нар. 4 грудня 1926, Запоріжжя — 12 травня 1992, Запоріжжя) — український живописець; член Спілки радянських художників України з 1963 року. Брат художниці Зінаїди Гайдук.

## Біографія
Народився 4 грудня 1926 року в місті Запоріжжі (нині Україна). Здобув середню освіту. Упродовж 1951—1957 років навчався у студії Запорізького товариства художників, де був учнем Георгія Колосовського, Валентина Ступіна.
З 1956 року працював у Запорізьких художніх майстернях, на художньо-виробничому комбінаті. Жив у Запоріжжі, в будинку на проспекті Леніна, № 192, квартира № 51. Помер у Запоріжжі 12 травня 1992 року.

## Творчість
Працював у галузі станкового живопису, автори численних пейзажів, натюрмортів. Серед робіт:
- «У плавнях» (1953);
- «Фрукти» (1955);
- «Свіжий вітер» (1956);
- «Карпати» (1957);
- «Опівдні на колгоспній фермі» (1959);
- «Після дощу» (1961);
- «Весняний порив» (1962);
- «На Дніпрі» (1963);
- «Дніпрогем імені Леніна» (1963);
- «Нова Матвіївка» (1964);
- «Село неначе погоріло» (1964);
- «На оновленій землі» (1964);
- «Рідний край» (1964);
- «Нові квартали» (1965);
- «Земля» (1965);
- «Морозяний ранок» (1966);
- «Запоріжжя будується» (1967);
- «Профілакторій „Запоріжсталь“» (1967);
- «Рідні поля» (1967, Запорізький художній музей);
- «Село Відрадне» (1968);
- «Рідні простори» (1968);
- «Зима» (1968);
- «Весна» (1968);
- «Над Дніпром» (1969);
- «Земля» (1971);
- «Нижня Хортиця» (1972);
- «Полтавське жито» (1972);
- «Полтавська весна» (1973);
- «Осінь золота» (1974);
- «На річці Снов» (1974);
- «Весна на Дніпрі» (1974);
- «Весна» (1975);
- «Квіти» (1979);
- «Овочі і фрукти» (1980);
- «Індустріальний пейзаж» (1980, Запорізький художній музей);
- «Жоржини» (1984);
- «Квіти» (1985);
- «Полтавщина» (1987);
- «Півонії» (1989);
- «Осіннє листя» (1991);
- «Думи мої, думи» (1991).

Брав участь в обласних художніх виставках з 1953 року, республіканських та всесоюзних — з 1963 року. Персональні виставки відбулися у Запоріжжі у 1965, 1977 роках, посмертні у Барселоні у 1999 році, Ченстохові, Кракові у 2000 році.
Корім Запорізького художнього музею, окремі роботи зберігаються у Шевченківському національному заповіднику Каневі.